# Podleský potok (Schwarzwasser)
Der Podleský potok (deutsch Streitseifner Bach, Streitseifenbach) ist ein rechter Zufluss der Černá (Schwarzwasser) in Potůčky (Breitenbach), Tschechien.

## Verlauf
Der Bach entspringt in der Nähe der deutsch-tschechischen Grenze, die hier in einem einspringenden Winkel in der Nähe der Erzgebirgs-Kammlinie verläuft. Zuerst fließt er Richtung Norden, um dann den 962 m hohen Písková skála (Sandfels), eine kleine Granitinsel, entgegen dem Uhrzeigersinn im weicheren Phyllit zu umlaufen. Hinter Podlesí nimmt er noch von rechts den von der sächsischen Seite zufließenden Preißhausbach auf. Bei der Papiermühle „Ekopa“ mündet er in das Schwarzwasser.

## Bergbau

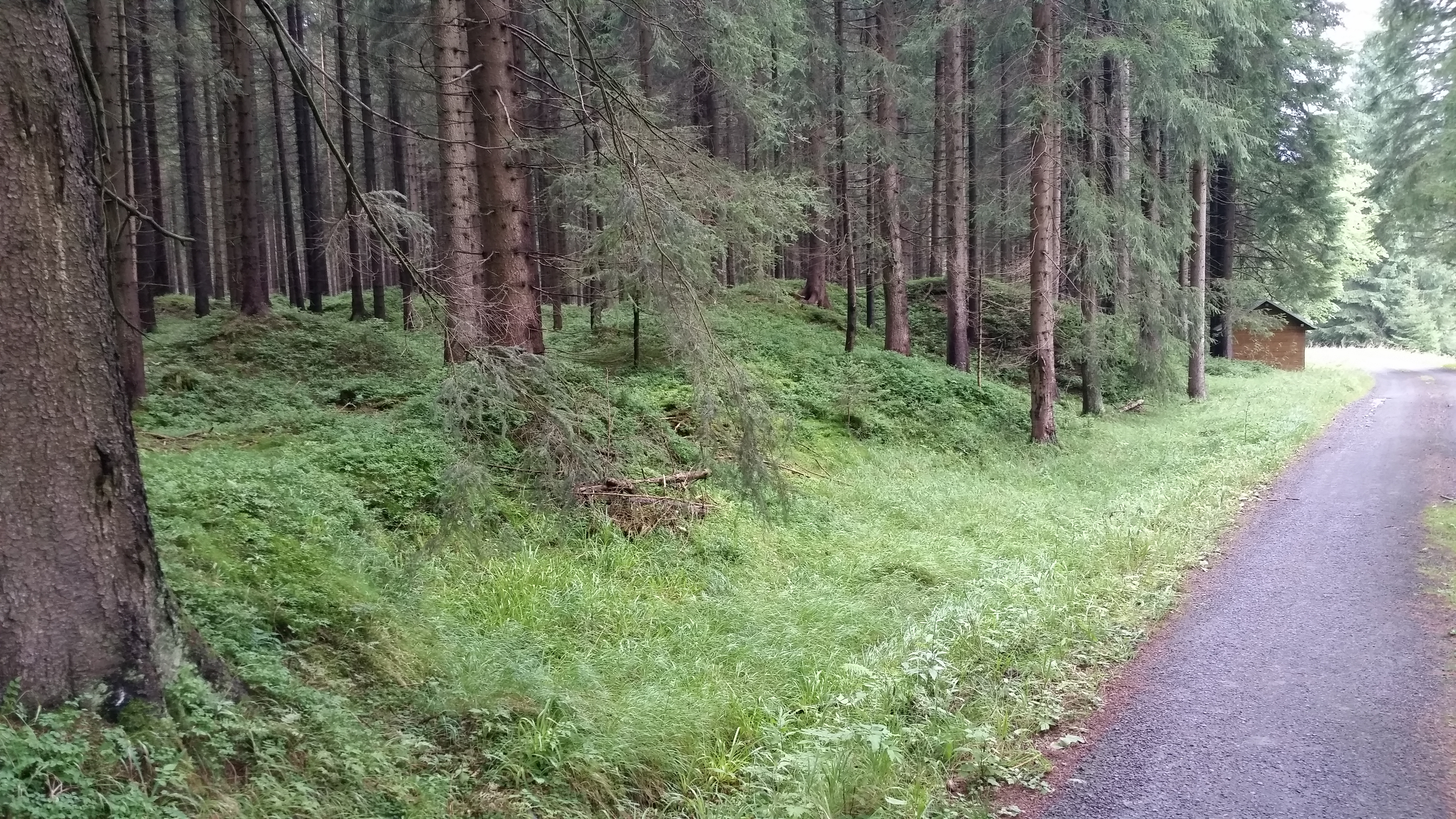
Über mehrere hundert Meter erstrecken sich sog. „Raithalden“, die vom Zinnseifen zeugen.

Der Bach war mehrere Jahrhunderte Gegenstand eines intensiven Seifen-Bergbaus auf Zinn. Entlang des Wegs zeugen auch heute noch über mehrere zahlreiche, mächtige Raithalden von dieser Tätigkeit.
Die Herkunft des Zinnsteins ist unbekannt. Allerdings gilt der Granit des Sandfelses, ein besonders Li-reicher Stockscheidergranit, als wahrscheinliche Quelle.
Der Beginn des Seifenbergbaus ist nicht bekannt. Aber bereits 1554 wird das Gebiet als „alte Seifen“ bezeichnet. Vermutet wird, dass die Zinnseifen, wie anderswo in der Region, bereits im 14. Jahrhundert aufkamen. In kleinerem Umfang gab es in dem Gebiet auch Untertage-Bergbau.